# Карни
Карни (лат. Carni) била су племена слични Келтима на подручју Источних Алпа (територија данашње Словеније и североисточне Италије). Њихово постојање и деловање се веже за време IV века пре хришћанске ере.
Постоје различита мишљења о овом племену. Једни историчари сматрају да су Карни, Хистри, Венети и Либурни говорили сличним неилирским језиком, што указује да су сви они били венетска племена. Други опет сматрају да су Карни имали одређене сличности и са Илирима и са Венетима, па их сврставају у мешану, венетско-илирску, групу народа.
С обзиром да су Карни живели у подручјима густо насељеним келтским племенима, трећа група историчара их том чињеницом одмах убраја у припаднике племена Келта. Или пак, да су Карни настали груписањем више различитих племена, који су били сродни Венетима, Илирима и Јаподима а касније су се под утицајем бројнијих Келта, и сами келтизирани.
Многи историчари сматрају да је њихов латински назив Carni постао етимолошки корен у називима каснијих провинција: Carnia, Carniola, Carinthia, али и Carantania. (срп. Карнија (у Фрулији), Крањска, Корушка и Карантанија)